# Spulerina virgulata
Spulerina virgulata là một loài bướm đêm thuộc họ Gracillariidae. Loài này có ở Nhật Bản (Honshū).
Sải cánh dài 7–9 mm. Ấu trùng ăn Quercus acutissima, Quercus serrata và Quercus variabilis. Chúng ăn cuốn lá nơi chúng làm tổ.